# Jesta Digital
Pour les articles homonymes, voir Jamba.
Jesta Digital, initialement Jamba! puis Fox Mobile Entertainment, est une entreprise allemande de distribution de contenu pour téléphone mobile, détenu par Jesta. En Chine,Türkiye et sur les marchés anglophones (Australie, Canada, Irlande, Nouvelle-Zélande, Royaume-Uni et États-Unis), l'entreprise opère sous le nom de Jamster.
Elle est connue pour détenir les droits sur la sonnerie Crazy Frog depuis 2004 ainsi que Les Simpson et The Simple Life.

## Historique
Jamba! est une startup allemande, créée à Berlin, dans le quartier de Kreuzberg, en 2000.
En 2004, elle est rachetée par Verisign pour 270 millions de dollars. Son siège social est déménagé dans le complexe DomAquarée près d'Alexanderplatz (Berlin). En 2005, Jamba! s'implante sur les marchés chinois et américain sous le nom de Jamster.
Le 12 septembre 2006, News Corp achète 51 % de Jamba! à Verisign pour 187 millions de dollars pour l'intégrer dans le Fox Mobile Entertainment. En 2008, News Corp rachète la totalité des parts à Verisign.
Fin 2010, le groupe Jesta rachète la Fox Mobile Entertainment à News Corp, et renomme l'entreprise Jesta Digital.